# Силвија Паренте
Силвија Паренте ( Милано , 29. септембар 1969 ) је италијанска параолимпијска освајачица златне медаље.

## Живот
Силвија Паренте је ослепела са три године. Од шесте године почела је своју спортску каријеру тако што је научила да скија на падинама Мадоне ди Кампиљо. Школована за компјутерског програмера, одувек је гајила спортску активност, прво се бавила алпским скијањем у свим специјалностима. Након освајања бронзане медаље 1994. на Параолимпијским играма у Лилехамеру , освојила је четири медаље (три бронзе и једну златну) на Параолимпијским играма у Торину 2006, уз Лоренца Миљарија као водича. Наступ у Торину јој је донео бројне награде, укључујући Златну крагну за спортске заслуге , највећу част коју додељује ЦОНИ .
Силвија Паренте се потом посветила параолимпијском спортском пењању , активности у којој је била светска првакиња 2011. и шампионка Европе 2013.  и параолимпијском једрењу, где је 2010. године освојила златну медаљу на Светском првенству за слепе по формули Хомерус. (у пару са бившим атлетичаром и параолимпијцем Луиђијем Бертанцом ).